# Berliner Gesellschaft für Kinder- und Jugendmedizin
Die Berliner Gesellschaft für Kinder- und Jugendmedizin, kurz BGKJ, versteht sich als die Interessenvertretung der Kinder- und Jugendärzte in Berlin.
Es ist ein nicht eingetragener Verein mit Sitz in Berlin. Ihm gehören Berliner Kinder- und Jugendärzte an, die unter anderem in der Klinik, im öffentlichen Gesundheitsdienst oder selbständig praktizieren.
Der Verein geht zurück auf den im Jahr 1909 in Berlin gegründeten Berliner „Verein für Innere Medizin und Kinderheilkunde“ und dem aus diesem am 15. Mai 1931 hervorgehenden Verein der „Berliner Gesellschaft für Kinderheilkunde“ mit dem ersten Vorsitzenden Adalbert Czerny.
Die heutige Gesellschaft wurde in West-Berlin am 14. Dezember 1977 als „Berliner Kinderärztliche Gesellschaft“ gegründet. Den Namen hatte man gewählt, solange die Teilung der Stadt eine (Gesamt-)Berliner Gesellschaft für Kinderheilkunde nach altem Vorbild unmöglich machte.
Mit dem Fall der Mauer 1989 beschloss die Mitgliederversammlung Ende 1991 auf Vorschlag des Vorstands, die Gesellschaft wieder in „Berliner Gesellschaft für Kinderheilkunde“ umzubenennen, um die Gesamtberliner Tradition wiederaufzunehmen. Im Jahr 2002 erfolgte die Umbenennung in „Berliner Gesellschaft für Kinder- und Jugendmedizin“.